# 단 레이
단 레이(檀 れい, だん れい, 1971년 8월 4일 - )는 일본의 배우, 탤런트. 전 다카라즈카 가극단 쓰키구미, 호시구미 주연여역 출신. 쇼치쿠 엔터테인먼트 소속.

## 인물
유치원 시절 학예회에서 칭찬받은 것을 계기로 고교시절에는 패션 잡지의 독자 모델을 경험하는 등 사람들 앞에 서는 일에 흥미를 가지게 된다. 효고현립 하마사카고등학교 졸업.
1990년, 다카라즈카 가극단 입단. 1992년 동기 40명 중 40등 최하위의 성적으로 졸업, 78기생으로서 유키구미 《이 사랑은 구름의 근처까지》에서 처음으로 연극 무대를 밟는다.
2001년 다카라즈카 퇴단 후 새로이 배우로서의 경력을 쌓기 시작. 2006년 12월 영화 《무사의 체통》으로 은막 데뷔. 일본 아카데미상 우수여우상을 시작으로 각종 영화상을 휩쓴다.
2010년 3월 30일부터 NHK에서 방송된 《8일째 매미》로 드라마 첫 주연을 맡았다.
2011년 7월 27일, 가수 겸 배우 오이카와 미쓰히로와 결혼하였다.

## 배우 활동

### 영화
- 2006년 《무사의 체통》 - 미무라 카요 역
- 2007년 《못말리는 낚시광》 - 키야마 타마에 역
- 2008년 《엄마》 - 노가미 히사코 역
- 2009년 《감염열도》 - 고바야시 에이코 역
- 2009년 《스노우프린스 금지된 사랑의 멜로디》 - 유마 키요 역
- 2011년 《닌자보이 란타로》 - 란타로의 어머니 역
- 2011년 《고독사》
- 2012년 《걸》 - 미츠야마 하루미 역
- 2016년 《4월은 너의 거짓말》 - 아라미 사키 역
- 2018년 《라플라스의 마녀》 - 우하라 미나 역
- 2018년 《마멀레이드 보이》

### 드라마
- 2007년 《아지랑이의 갈림길》 - 나카무라 키치에몬의 부인 역
- 2007년 《아버지께 보내는 편지》 - 아쿠츠 마미코 역
- 2009년 《그렇구나, 이제 너는 없구나》 - 이노우에 키코 역
- 2010년 《파트너 Season8》 제10화 - 호소노 유이코 역
- 2010년 《8일째 매미》 - 노노미야 키와코 역
- 2010년 《우주견작전》 - 아름다운 대통령 역
- 2010년 《추신구라~그 남자, 오이시 요시오/요시타카》 - 아쿠리(오우젠) 역
- 2011년 《아름다운 이웃》 - 야노 에리코 역
- 2011년 《개가 사라진 날》 - 마츠쿠라 시즈코 역
- 2012년 《타이라노 키요모리》 - 타마코 역

### 버라이어티 및 교양 방송
- 《오라의 샘》 (2006년 12월 20일, TV 아사히)
- 《스튜디오 파크에서 안녕하세요》 (2007년 8월 27일, NHK 종합
- 《사랑의 에이프런》 (2007년 9월 5일, TV 아사히)
- 《임금님의 브런치》 (2007년 9월 8일, 2009년 1월 17일, TBS)
- 《여신의 승부 음식》 (2007년 9월 8일, TV 아사히)
- 《중딩입니다!》 (2007년 9월 8일, TBS)
- 《단 레이의 시적 다큐멘터리 아트와 자신을 만나는 여행 from 필라델피아》 (2007년 10월 19일, 26일, 11월 2일, NTV)
- 《세계 우루룬 체재기 "르네상스"》 (2007년 10월 28일, TBS)
- 《명곡 앨범 콜렉션 ~그리운 곡 그리운 장소~》 (2008년 1월 5일, NHK 종합)
- 《일본 마음의 여행 SP》 (2008년 1월 27일, NTV)
- 《교토 또 다른 역사 빛과 어둠에 감춰진 왕도, 헤이안쿄의 비밀》 (2008년 12월 31일, TV 도쿄)
- 《역사탐험 미스테리 세계의 피라미드 철저 해부!! 인류사상 최대의 비밀을 풀어라 SP!》 (2009년 1월 2일, TBS)
- 《싯토코!》 (2009년 1월 10일, TBS)
- 《행렬이 생기는 법률 상담소 마음에 드는 사람 대집합! 행렬 멤버 감동의 챌린지도 있습니다 SP!!》 (2009년 1월 11일, NTV)
- 《다이도 생명 STARS on ICE JAPAN TOUR 2009》 (2009년 1월 12일, TV 도쿄)
- 《핏탄코 캉캉》 (2009년 1월 13일, TBS)
- 《하나마루 마켓》 (2009년 1월 15일, TBS)
- 《이브닝 파이브》 (2009년 1월 15일, TBS)
- 《비밀의 아라시짱!》 (2009년 1월 15일, TBS)
- 《겨울 대감사제, 세계 제일의 SHOW 타임》 (2010년 2월 1일, NTV)
- 《아츠코의 방》 (2010년 12월 24일, TV 아사히)
- 《신춘 다 팔아버리자! 산마노만마》 (2011년 1월 2일, KTV / 후지 TV)
- 《호쿠사이 환상의 바다~파리에서 출발! 전설의 걸작"치에의 바다"완전 복각~》 (2011년 1월 2일, NHK 종합)
- 《SMAP×SMAP 2011 신춘부터 노래하고 웃고 즐겁네 SP》 (2011년 1월 10일, KTV / 후지 TV)

## 성우 활동

### 웹 애니메이션
- 2006년 - 2007년 《막말기관설 이로하니호헤토》 - 오료 역

### 포토 캐스트
- 《일본 아카이브스 교토 24절기》 - 내레이션

## 수상
- 1998년 다카라즈카 가극단 노력상
- 2002년 다카라즈카 가극단 우수상
- 제80회 키네마순보 신인여우상
- 2006년(제61회) 마이니치영화콩쿨 스포니치 그랑프리 신인상
- 제2회 오사카시네마페스티발 여우주연상
- 제44회 골든애로우상 신인상